# Fakulteta za elektrotehniko, strojništvo in ladjedelništvo v Splitu
Fakulteta za elektrotehniko, strojništvo in ladjedelništvo (izvirno hrvaško Fakultet elektrotehnike, strojarstva i brodogradnje u Splitu), s sedežem v Splitu, je fakulteta, ki je članica Univerze v Splitu.